# Santiago Yancuitlalpan
Santiago Yancuitlalpan (del nahuatl yancuil="nuevo" y tlalli="tierra" y pan="sobre o en" "En la tierra nueva") es una localidad mexicana y una delegación ubicada en el municipio de Huixquilucan en el Estado de México. Posee una población de 12 776 habitantes por lo que lo ubica como la cuarta localidad más poblada del municipio solo superada por Magdalena Chichicaspa,Huixquilucan De Degollado y Jesus del Monte. Se ubica a 2621 m de altitud .

## Geografía
Se ubica en los límites de Huixquilucan y la alcaldía Cuajimalpa de Morelos, aparte de estar al noreste de Huixquilucan De Degollado. Colinda al norte con el pueblo de San Bartolomé Coatepec e Interlomas, al sur con los pueblos de San Pedro Cuajimalpa y San Pablo Chimalpa, al este con Jesus del Monte y San Pedro Cuajimalpa y al oeste con Huixquilucan y San Cristóbal Texcalucan.

## Infraestructura

Vista de Interlomas desde Santiago Yancuitlalpan y Jesus del Monte

La Avenida México atraviesa de norte a sur el pueblo mientras que la Avenida Jesús del Monte de este a oeste, aparte de que la Autopista Chamapa-Lechería atraviesa por este pueblo 

## Transporte
Diversas rutas del Estado de México y la Ciudad de México llegan a este pueblo desde las estaciones Cuatro Caminos (estación del Metro de Ciudad de México),Tacuba (estación),Tacubaya (estación) y Observatorio (estación del Metro de Ciudad de México). 